# FCA in Cina
Il gruppo Fiat Chrysler Automobiles, nato nel 2011 è presente in Cina sin dal 1986, con l'allora Fiat Group tramite 5 società del gruppo che occupano circa 4.000 dipendenti, con un giro d'affari di 650 milioni di US$ nel 2005, secondo il valore accordato alla moneta cinese.

## Storia

### Gruppo CNH Industrial
In seguito alla scissione del 2011 il settore dei veicoli industriali è stato conferito alla Fiat Industrial, dal 2013 fusasi nella CNH Global dando vita alla CNH Industrial.

### Gruppo FCA
Le società del settore automobile sono:
- FCA Italy tramite:
  - Nanjing Fiat Automobile, creata nel 1999 per produrre le Fiat Palio, Fiat Siena, Fiat Perla. Questa joint venture con il gruppo cinese Nanjing Automobile Corporation ha avuto termine nel dicembre 2007 dopo che venne acquisita dalla Shanghai Automotive Industry Corporation;[1]
  - la joint-venture GAC Fiat Automobiles Co. Ltd., creata in luglio 2009 con la cinese GAC Group, un importante costruttore di auto in Cina, che produce veicoli su licenza straniera (Honda e Toyota). La nuova fabbrica, progettata sul modello Melfi, è stata inaugurata in aprile 2012 e la prima Fiat Viaggio è uscita il 28 giugno dello stesso anno;
- Magneti-Marelli;
- Teksid;
- Comau.